# 上舍纳
上舍纳（德語：Oberschöna）是德国萨克森州的市镇，隶属于中萨克森县。总面积为44.29平方千米，截至2023年12月31日总人口为3,169人。